# Триарии

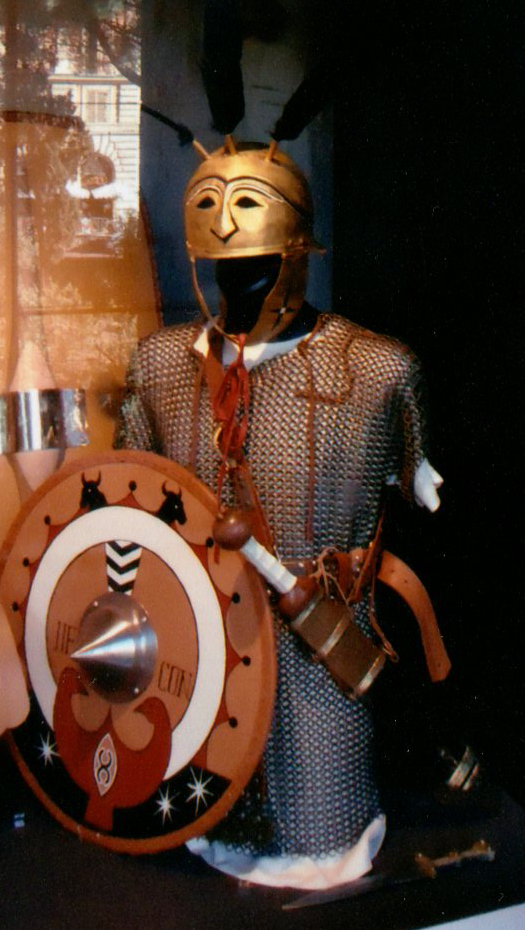
Римские доспехи триариев

Триа́рии (от лат. triarius) — в армии Древнего Рима — воины тяжёлой пехоты ближнего боя третьего ряда манипул римского легиона в IV—II вв. до н. э. Первоначально из первого имущественного класса, имели полное защитное вооружение, длинные копья и мечи, составляли третью линию в боевом порядке (отсюда название); с III века до н. э. — воины 40—45 лет, вооружённые мечами и пилумами (короткие метательные копья); в бой вводились в решающий момент. По Полибию, триарии (триархи) — люди, отслужившие, как минимум, 15 лет в армии. В эпоху Империи легион не имел данного разделения.

## Триарии в составе легиона
Согласно Полибию и Ливию, в составе легиона триариев было в два раза меньше, чем гастатов и принципов. Они составляли десять манипул по 60 человек в каждой, возглавляемой центурионом. В том случае, когда передние две линии гастатов и принципов были сломлены натиском противника, триарии образовывали подобие фаланги, которая должна была остановить вражеские войска и дать перегруппироваться отступающим передним двум линиям пехоты. Выражение «дело дошло до триариев» (лат. res ad triarios rediit) обычно означало критический момент в ходе битвы. Изредка триарии использовались для флангового удара.
Также триарии применялись в случае неожиданного тылового или флангового захода вражеской кавалерии. В первом случае они образовывали фалангу, а во втором, благодаря манипулярному делению, перемещались в сторону атакованного фланга, где поддерживали войска ауксилариев.
Часто триарии не разворачивались на поле боя, а охраняли военный лагерь. Так, например, случилось во время битвы при Каннах; исследователи предполагают, что если бы 10000 триариев были выставлены на поле боя, они смогли бы противостоять нумидийской коннице Ганнибала.

## Вооружение
Триарии комплектовались из опытных ветеранов и наиболее обеспеченных (после сенаторов и всадников) слоев римского общества, которые могли себе позволить приобрести самое лучшее снаряжение. В отличие от остальных классов тяжёлой пехоты, триарии были схожи с греческими гоплитами: они несли длинное ударное копьё и большой круглый щит наподобие гоплона (щит удлинённой формы хуже сбалансирован и неудобен при обращении с тяжёлым копьём в другой руке). Также в оснащение триариев входили: короткий меч гладиус, поножи (защищавшие незакрытые круглым щитом голени), шлем и бронзовый панцирь (либо — кольчуга).
После реформы Мария триарии вошли в состав когорты, сохранив свой титул, но утратив особенное вооружение.